# Petit-Noir
Petit-Noir est une commune française située dans le département du Jura, dans la région culturelle et historique de Franche-Comté et la région administrative Bourgogne-Franche-Comté.
Ses habitants sont appelés les Péniculliens.

## Géographie

### Localisation
La ville de Petit-Noir est située dans le département du Jura en région Franche-Comté et s'étend sur 20,52 km2.
Le territoire de la commune est limitrophe de ceux de huit communes :
| Annoire                     | Chemin                              | Longwy-sur-le-Doubs |
| Fretterans (Saône-et-Loire) | Petit-Noir                          | Asnans-Beauvoisin   |
| Neublans-Abergement         | Mouthier-en-Bresse (Saône-et-Loire) | Les Hays            |

### Hydrographie
Petit-Noir est avec la commune limitrophe de Neublans-Abergement, la dernière commune du Jura donc de la région Franche-Comté du cours de la rivière Le Doubs qui pénètre ensuite dans le département de Saône-et-Loire quelques kilomètres avant de confluer dans la Saône. Elle est dotée d'une biodiversité riche, accueillant notamment des guêpiers, martin-pêcheur ou encore des gorgebleues.

### Climat
Pour des articles plus généraux, voir Climat de la Bourgogne-Franche-Comté et Climat du département du Jura.
En 2010, le climat de la commune est de type climat océanique dégradé des plaines du Centre et du Nord, selon une étude du Centre national de la recherche scientifique s'appuyant sur une série de données couvrant la période 1971-2000. En 2020, Météo-France publie une typologie des climats de la France métropolitaine dans laquelle la commune est exposée à un climat semi-continental et est dans la région climatique Bourgogne, vallée de la Saône, caractérisée par un bon ensoleillement (1 900 h/an), un été chaud (18,5 °C), un air sec au printemps et en été et des vents faibles.
Pour la période 1971-2000, la température annuelle moyenne est de 10,9 °C, avec une amplitude thermique annuelle de 17,7 °C. Le cumul annuel moyen de précipitations est de 918 mm, avec 11,4 jours de précipitations en janvier et 8,1 jours en juillet. Pour la période 1991-2020, la température moyenne annuelle observée sur la station météorologique de Météo-France la plus proche, « Tavaux Sa », sur la commune de Tavaux à 13 km à vol d'oiseau, est de 11,7 °C et le cumul annuel moyen de précipitations est de 868,7 mm. 
La température maximale relevée sur cette station est de 40,1 °C, atteinte le 7 août 2003 ; la température minimale est de −18,2 °C, atteinte le 20 décembre 2009,,.
Les paramètres climatiques de la commune ont été estimés pour le milieu du siècle (2041-2070) selon différents scénarios d'émission de gaz à effet de serre à partir des nouvelles projections climatiques de référence DRIAS-2020. Ils sont consultables sur un site dédié publié par Météo-France en novembre 2022.

## Urbanisme

### Typologie
Au 1er janvier 2024, Petit-Noir est catégorisée commune rurale à habitat dispersé, selon la nouvelle grille communale de densité à sept niveaux définie par l'Insee en 2022.
Elle est située hors unité urbaine. Par ailleurs la commune fait partie de l'aire d'attraction de Dole, dont elle est une commune de la couronne,. Cette aire, qui regroupe 87 communes, est catégorisée dans les aires de 50 000 à moins de 200 000 habitants,.

### Occupation des sols
L'occupation des sols de la commune, telle qu'elle ressort de la base de données européenne d’occupation biophysique des sols Corine Land Cover (CLC), est marquée par l'importance des territoires agricoles (56,8 % en 2018), une proportion sensiblement équivalente à celle de 1990 (56,9 %). La répartition détaillée en 2018 est la suivante : 
terres arables (45,4 %), forêts (28,6 %), prairies (7,1 %), zones urbanisées (6,6 %), milieux à végétation arbustive et/ou herbacée (5,1 %), zones agricoles hétérogènes (4,3 %), eaux continentales (2,9 %). L'évolution de l’occupation des sols de la commune et de ses infrastructures peut être observée sur les différentes représentations cartographiques du territoire : la carte de Cassini (XVIIIe siècle), la carte d'état-major (1820-1866) et les cartes ou photos aériennes de l'IGN pour la période actuelle (1950 à aujourd'hui).

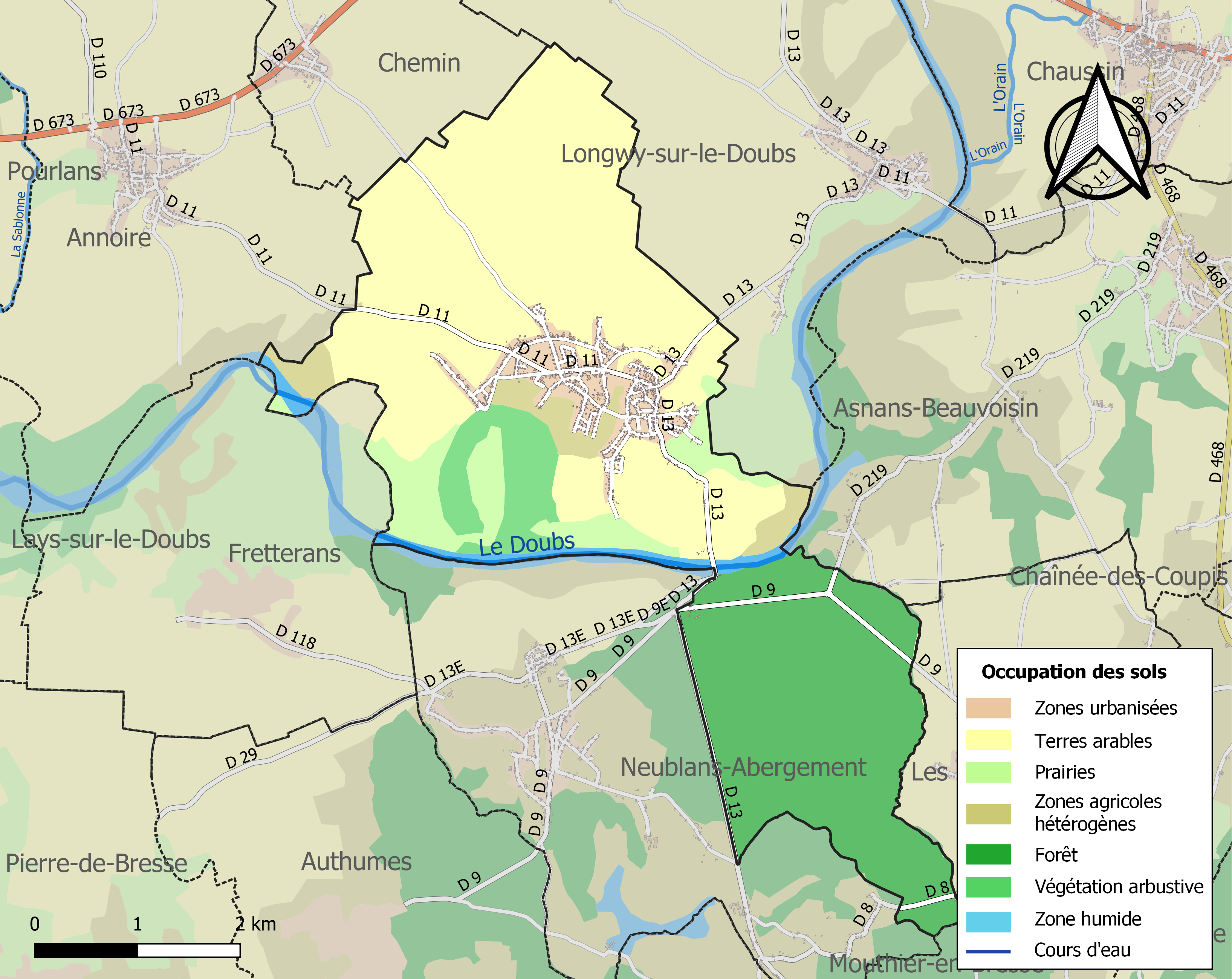
Carte des infrastructures et de l'occupation des sols de la commune en 2018 (CLC).

## Histoire
Noires, appelé aujourd'hui le Petit-Noir, est un village d'une haute antiquité ; on ignore complètement l'époque de sa fondation. Son nom est d'origine celtique et signifie terrain marécageux. Placé au point où le Doubs décrit une courbe pour atteindre la Saône, cet ancien bourg devait être une place d'armes très importante sous les Romains, à en juger par les nombreux tertres entourés de fossés qu'on remarque sur son territoire et qui servaient de bases à des fortins. Il fut probablement la résidence de l'un des préfets des barques que les empereurs tenaient sur le Doubs pour la sûreté de la navigation. Le droit exclusif dont jouissait le seigneur de faire remonter les bateaux sur cette rivière et de percevoir un impôt de cinq sols sur chacun d'eux, paraît avoir pris sa source dans les privilèges accordés à cet officier. Les vestiges d'antiquité qu'on rencontre entre le Grand et le Petit-Noir sont si nombreux, que le jésuite Dunod, qui écrivait en 1700 (ou 1709), ne doutait point que le fameux Port-Abbucin, Portus Abucinus, dont le nom figure dans la notice de l'empire, ne fût en cet endroit. Cette opinion n'est pas plus admissible que celle des historiens qui font dériver les noms d'Annoire ou du Grand-Noir et du Petit-Noir d'Annonarius major et d'Annonarius minor, signifiant grand et petit magasin de vivres. Malgré les fréquentes inondations qui ont bouleversé le sol, on trouve encore à la Beuvillière, à la Corvée aux Prêtres et près de Chapes, des tuileaux à rebords et d'autres débris de constructions. On y a découvert plusieurs tombeaux ; mais, n'en connaissant pas la forme, nous ne pouvons déterminer l'époque à laquelle ils appartiennent. Le P. Dunod affirme que le Doubs, en minant ses bords, a mis au jour des colonnes, des ruines d'édifices, de belles et précieuses médailles d'or, d'argent et de bronze. Il parle aussi d'une grosse muraille traversant le Doubs en biaisant, qui s'étendait depuis l'endroit appelé le Siat jusqu'au Muraton ou l'Ile du Débat, et à laquelle étaient attachés des anneaux pour retenir les barques, ajoutant que l'église du PetitNoir et une partie des châteaux de Beauvoisin et de Neublans avaient été reconstruits avec les pierres de taille en provenant. Quelle pouvait être la destination de cette muraille, si toutefois elle a existé ? Nous l'ignorons. Un embranchement de la grande voie romaine de Besançon à Chalon-sur-Saône se détachait à Tavaux, passait à Champdivers, Peseux, les Jousserots, Longwy, le Petit-Noir, où elle traversait le Doubs sur un pont ou un bac dans l'endroit dit au Portail, et se continuait jusqu'à Chalon, par Neublans et Pierre. Cette route, désignée dans une charte de l'an 1280 sous le nom de grand chemin de Dole à Chalon, par Longwy, Peseux et les Jousserots, traversait le bourg même du Petit-Noir où elle formait la Grande-Rue et la rue du Portail. La vaste plaine comprise entre cette voie et celle qui de Tavaux tirait à Chalon, par Chemin, Beauchemin, Annoire et Pourlans, est appelée le Champ des Batailles, ce qui donne lieu de penser que ce terrain a été le théâtre de graves événements à l'époque des invasions barbares. Le Grand et le Petit-Noir ne formaient dans l'origine qu'une seule communauté, Alnoras, que Frédéric, comte d'Amaous, sous Charlemagne, donna, en 785, à l'abbaye de Saint-Oyan-de-Joux. L'étendue et l'importance de cette paroisse en nécessitèrent bientôt le démembrement. L'abbé Richard, dans son histoire des diocèses de Besançon et de Saint-Claude, cite une charte de l'an 1139, par laquelle l'archevêque Humbert aurait confirmé à la cathédrale de Saint-Étienne les églises de Gevry, Noires et Laye. Cependant, l'empereur Frédéric-Barberousse, dans un diplôme de l'an 1165, recensa parmi les possessions de l'abbaye de Château-Chalon, le village entier de Noir, avec ses terres, ses prés, ses cours d'eau et ses serfs. Ce qu'il y a de certain, c'est que le patronage de l'église Saint-Pierre de Noires appartenait déjà à l'abbaye de Château-Chalon à la fin du XIIe siècle.
Entre 1790 et 1794, Petit-Noir absorbe la commune éphémère de Sauçois.

## Politique et administration
| Période      | Période            | Identité        | Étiquette   | Qualité |
| ------------ | ------------------ | --------------- | ----------- | ------- |
| mars 1965    | août 2012 (décédé) | René Berthod    |             |         |
| octobre 2012 | avril 2014         | Serge Lotte     |             |         |
| avril 2014   | En cours           | Étienne Cordier | Non affilié |         |

## Population et société

### Démographie
L'évolution du nombre d'habitants est connue à travers les recensements de la population effectués dans la commune depuis 1793. Pour les communes de moins de 10 000 habitants, une enquête de recensement portant sur toute la population est réalisée tous les cinq ans, les populations de référence des années intermédiaires étant quant à elles estimées par interpolation ou extrapolation. Pour la commune, le premier recensement exhaustif entrant dans le cadre du nouveau dispositif a été réalisé en 2007.

En 2022, la commune comptait 1 063 habitants, en évolution de −4,41 % par rapport à 2016 (Jura : −0,81 %, France hors Mayotte : +2,11 %).
| 1793 | 1800  | 1806  | 1821  | 1831  | 1836  | 1841  | 1846  | 1851  |
| ---- | ----- | ----- | ----- | ----- | ----- | ----- | ----- | ----- |
| 910  | 1 012 | 1 051 | 1 104 | 1 134 | 1 236 | 1 291 | 1 297 | 1 298 |

| 1856  | 1861  | 1866  | 1872  | 1876  | 1881  | 1886  | 1891  | 1896 |
| ----- | ----- | ----- | ----- | ----- | ----- | ----- | ----- | ---- |
| 1 270 | 1 240 | 1 253 | 1 202 | 1 182 | 1 144 | 1 058 | 1 045 | 992  |

| 1901 | 1906 | 1911 | 1921 | 1926 | 1931 | 1936 | 1946 | 1954 |
| ---- | ---- | ---- | ---- | ---- | ---- | ---- | ---- | ---- |
| 962  | 950  | 988  | 885  | 839  | 798  | 746  | 722  | 691  |

| 1962 | 1968 | 1975 | 1982 | 1990 | 1999 | 2006  | 2007  | 2012  |
| ---- | ---- | ---- | ---- | ---- | ---- | ----- | ----- | ----- |
| 730  | 717  | 804  | 929  | 938  | 974  | 1 139 | 1 159 | 1 140 |

| 2017  | 2022  | - | - | - | - | - | - | - |
| ----- | ----- | - | - | - | - | - | - | - |
| 1 093 | 1 063 | - | - | - | - | - | - | - |

## Économie
La commune tire la majeure partie de ses revenus de la vente de bois.

## Culture locale et patrimoine

### Lieux et monuments

#### Voies
| 49 odonymes recensés à Petit-Noir au 1er décembre 2013                                                                       | 49 odonymes recensés à Petit-Noir au 1er décembre 2013 | 49 odonymes recensés à Petit-Noir au 1er décembre 2013 | 49 odonymes recensés à Petit-Noir au 1er décembre 2013 | 49 odonymes recensés à Petit-Noir au 1er décembre 2013 | 49 odonymes recensés à Petit-Noir au 1er décembre 2013 | 49 odonymes recensés à Petit-Noir au 1er décembre 2013 | 49 odonymes recensés à Petit-Noir au 1er décembre 2013 | 49 odonymes recensés à Petit-Noir au 1er décembre 2013 | 49 odonymes recensés à Petit-Noir au 1er décembre 2013 | 49 odonymes recensés à Petit-Noir au 1er décembre 2013 | 49 odonymes recensés à Petit-Noir au 1er décembre 2013 | 49 odonymes recensés à Petit-Noir au 1er décembre 2013 | 49 odonymes recensés à Petit-Noir au 1er décembre 2013 | 49 odonymes recensés à Petit-Noir au 1er décembre 2013 | 49 odonymes recensés à Petit-Noir au 1er décembre 2013 |
| Allée | Avenue                                                 | Bld                                                    | Chemin                                                 | Cours                                                  | Impasse                                                | Montée                                                 | Passage                                                | Place                                                  | Quai                                                   | Rd-point                                               | Route                                                  | Rue                                                    | Square                                                 | Autres                                                 | Total                                                  |
| --- | ------------------------------------------------------ | ------------------------------------------------------ | ------------------------------------------------------ | ------------------------------------------------------ | ------------------------------------------------------ | ------------------------------------------------------ | ------------------------------------------------------ | ------------------------------------------------------ | ------------------------------------------------------ | ------------------------------------------------------ | ------------------------------------------------------ | ------------------------------------------------------ | ------------------------------------------------------ | ------------------------------------------------------ | ------------------------------------------------------ |
| 0 | 0                                                      | 0                                                      | 2                                                      | 0                                                      | 10                                                     | 0                                                      | 1                                                      | 5                                                      | 0                                                      | 0                                                      | 1                                                      | 29                                                     | 0                                                      | 1                                                      | 49                                                     |
| Notes « N » |                                                        |                                                        |                                                        |                                                        |                                                        |                                                        |                                                        |                                                        |                                                        |                                                        |                                                        |                                                        |                                                        |                                                        |                                                        |
| Sources : « rue-ville.info »(Archive.org • Wikiwix • Archive.is • Google • Que faire ?) & OpenStreetMap & FNACA-GAJE du Jura |                                                        |                                                        |                                                        |                                                        |                                                        |                                                        |                                                        |                                                        |                                                        |                                                        |                                                        |                                                        |                                                        |                                                        |                                                        |

#### Édifices et sites
- Les Puces 39
- Usine plastique (fermée)
- Usine de lunettes
- Croix de mission devant l'église.

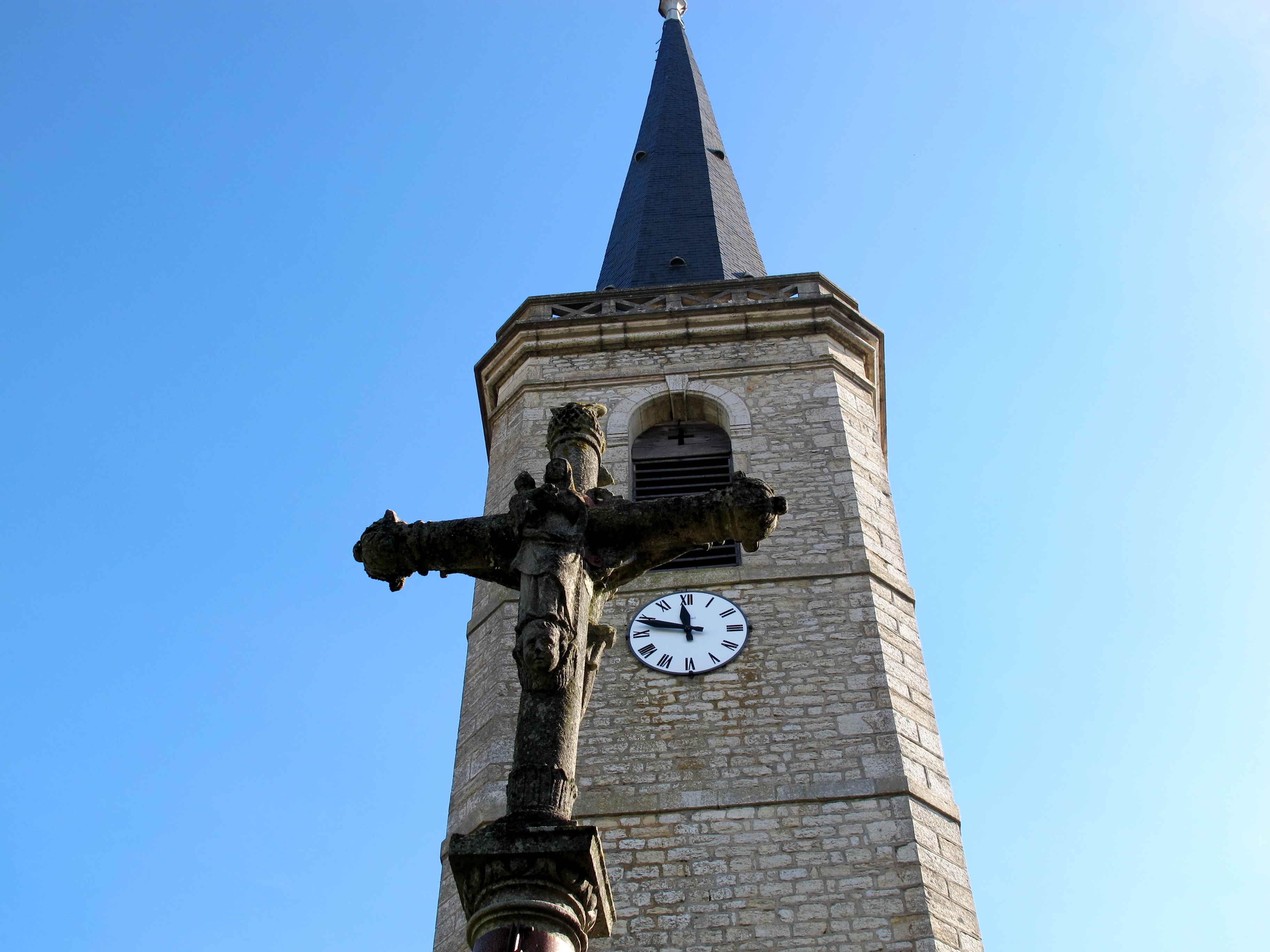
L'église.
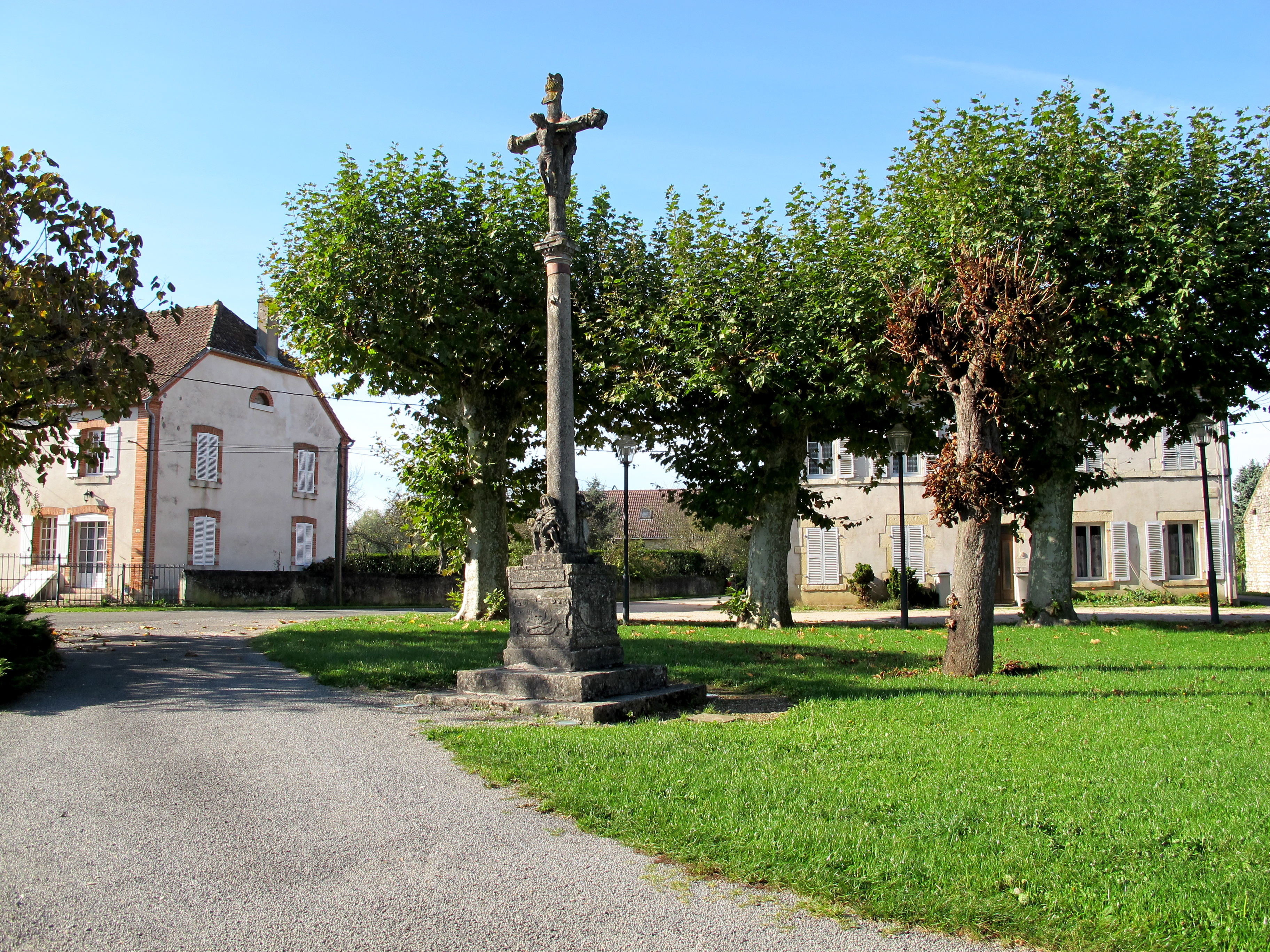
Le calvaire.
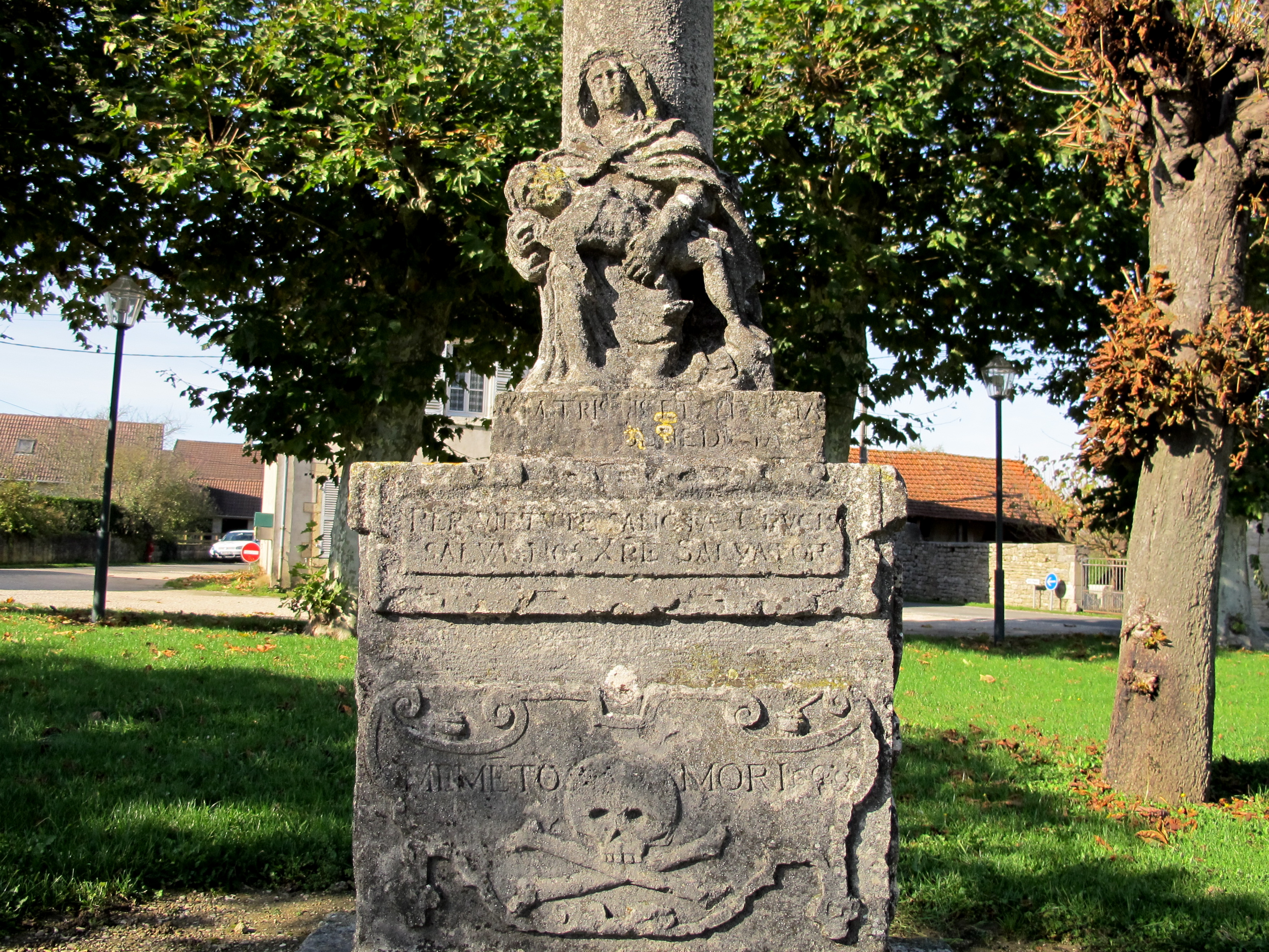
Le socle du calvaire.
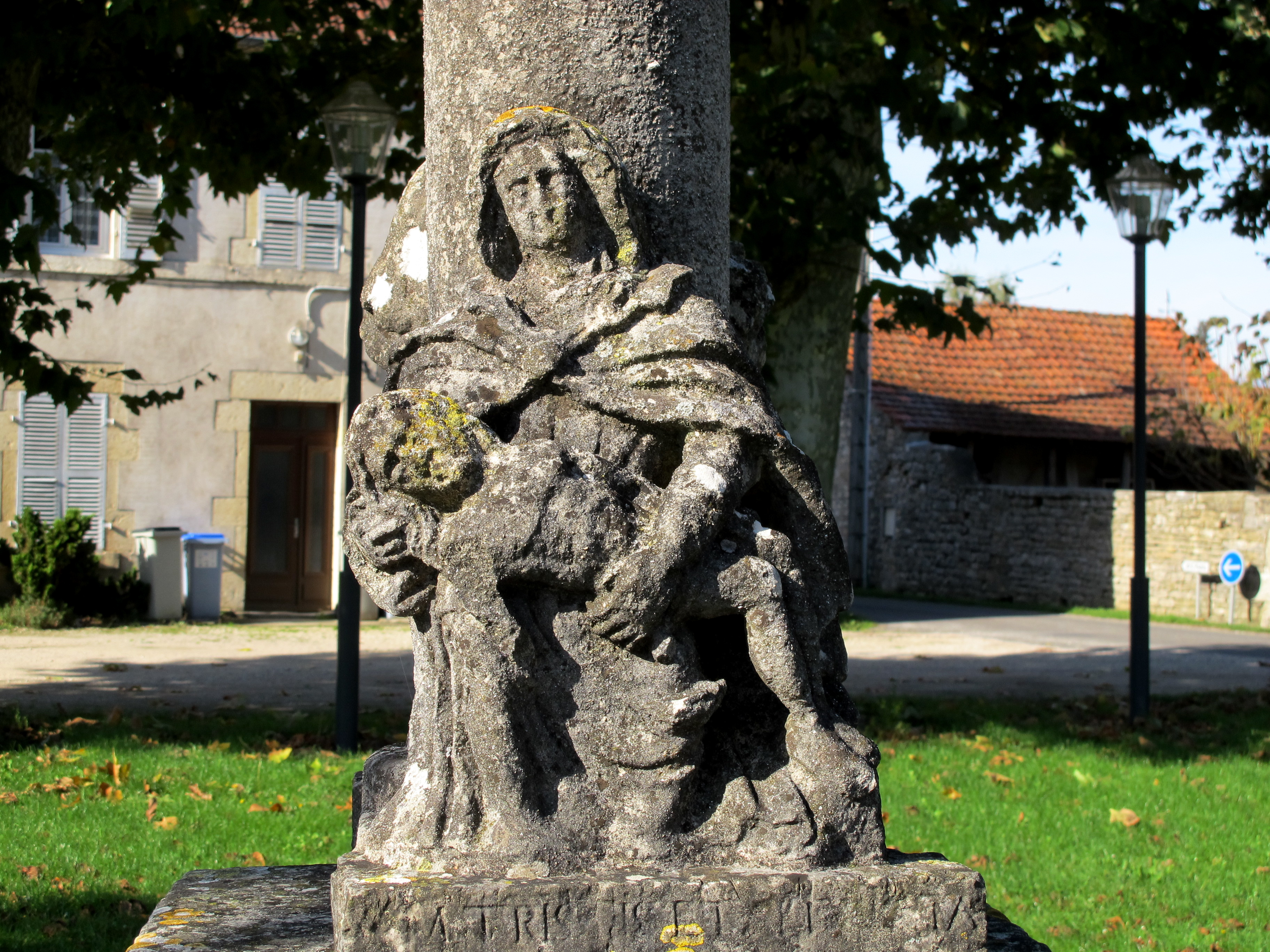
Piétà.

### Personnalités liées à la commune
- Claude Ignace Rouget, né à Hotelans de Petit-Noir en 1735, père de Claude Joseph Rouget de Lisle, souvent appelé Rouget de l'Isle, auteur de La Marseillaise et de Claude Pierre Rouget, général de brigade[24].